# CKYK-FM
 (juin 2023).
La mise en forme du texte ne suit pas les recommandations de Wikipédia : il faut le « wikifier ».
Les points d'amélioration suivants sont les cas les plus fréquents. Le détail des points à revoir est peut-être précisé sur la page de discussion.
- Les titres sont pré-formatés par le logiciel. Ils ne sont ni en capitales, ni en gras.
- Le texte ne doit pas être écrit en capitales (les noms de famille non plus), ni en gras, ni en italique, ni en « petit »…
- Le gras n'est utilisé que pour surligner le titre de l'article dans l'introduction, une seule fois.
- L'italique est rarement utilisé : mots en langue étrangère, titres d'œuvres, noms de bateaux, etc.
- Les citations ne sont pas en italique mais en corps de texte normal. Elles sont entourées par des guillemets français : « et ».
- Les listes à puces sont à éviter, des paragraphes rédigés étant largement préférés. Les tableaux sont à réserver à la présentation de données structurées (résultats, etc.).
- Les appels de note de bas de page (petits chiffres en exposant, introduits par l'outil «  Source ») sont à placer entre la fin de phrase et le point final[comme ça].
- Les liens internes (vers d'autres articles de Wikipédia) sont à choisir avec parcimonie. Créez des liens vers des articles approfondissant le sujet. Les termes génériques sans rapport avec le sujet sont à éviter, ainsi que les répétitions de liens vers un même terme.
- Les liens externes sont à placer uniquement dans une section « Liens externes », à la fin de l'article. Ces liens sont à choisir avec parcimonie suivant les règles définies. Si un lien sert de source à l'article, son insertion dans le texte est à faire par les notes de bas de page.
- La présentation des références doit suivre les conventions bibliographiques. Il est recommandé d'utiliser les modèles {{Ouvrage}}, {{Chapitre}}, {{Article}}, {{Lien web}} et/ou {{Bibliographie}}. Le mode d'édition visuel peut mettre en forme automatiquement les références.
- Insérer une infobox (cadre d'informations à droite) n'est pas obligatoire pour parachever la mise en page.

Pour une aide détaillée, merci de consulter Aide:Wikification.
Si vous pensez que ces points ont été résolus, vous pouvez retirer ce bandeau et améliorer la mise en forme d'un autre article.
CKYK-FM (ou 95,7 KYK) est une station de radio québécoise appartenant à Cogeco Média dont sa licence de diffusion est pour Alma, ses studios sont situés dans l'arrondissement Chicoutimi, à Saguenay, diffusant sur la fréquence 95,7 MHz d'une puissance de 100 000 watts. 

## Histoire
En janvier 1993, Gestion Germaine Lévesque, Rosaire Leclerc et Gestion Stalnia obtiennent une licence de radiodiffusion du CRTC. CKYK-FM a été lancée le 17 août 1993, à la fréquence 95,5 MHz avec une puissance de 50 000 watts, à Alma.
La station s'identifiait alors comme étant KYK FM 95,5 Radio-Passion, 100 % Lac-Saint-Jean. La marque Radio-Passion provenait de la station CJMF de Québec. En 1994, CKYK ouvre un ré-émetteur à l'est de Jonquière à la fréquence 99,1 MHz, qui a une puissance de 7,9 watts et qui comblera les lacunes de son signal provenant de son émetteur principal de Chambord. La station ajoute les capsules des Deux minutes du peuple de François Pérusse dès le 24 octobre 1994. Vers l'année 1995, la station almatoise abandonne la marque Radio-Passion de CJMF et s'identifie tout simplement comme KYK 95CINQ, un peu comme la station CHOI 98UN, une autre radio de Québec.
En 2000, elle change de fréquence pour le 95,7 MHz, augmente sa puissance à 100 000 watts et l'émetteur passe de Chambord vers un nouveau site près de Larouche, ce qui lui permet de desservir également la région du Saguenay. En décembre 2001, l'émetteur passe de Larouche au Mont-Valin, la plus haute montagne au Saguenay–Lac-Saint-Jean,. En 2003, KYK déménage ses bureaux dans l'arrondissement Chicoutimi, à Saguenay.
À l'été 2004, Radio-Nord Communications acquiert les six stations du Groupe Radio Antenne 6 dans la région. Le 28 août 2006, le Groupe Radio Antenne 6 inc. fait l'acquisition de Radio CKYK FM inc (qui inclut aussi CFGT). Le 29 avril 2008, la station a été autorisée par le CRTC pour ajouter un réémetteur de 43 watts à la fréquence 96,3 MHz dans le centre-ville d'Alma.
Le 23 février 2009, RNC Media crée le Groupe Radio X avec CKYK et trois autres stations, CHGO-FM et CJGO-FM de l'Abitibi-Témiscamingue et CFTX-FM de Gatineau. CKYK, alors connue sous le nom de KYK 95,7 passe de son format pop-rock à un format rock alternatif et adapté à la marque Radio X convoitée.
Le 24 avril 2018, Cogeco Média annonce l'acquisition de dix stations radio de RNC Média dont CKYK pour une somme de 18,5 millions de dollars.

## Sondages BBM
Automne 2011
- KYK Radio X : 38 000 auditeurs

Automne 2010
- KYK Radio X : 31 700 auditeurs

Automne 2009
- KYK Radio X : 48 000 auditeurs

## Animateurs
Le Show du matin
- Dominick Fortin
- Martin-Thomas Côté
- Tania Clouston

Midi-Pile
- Simon Tremblay
- Frédéric Gagné

Le Retour de Courchesne
- Richard Courchesne
- Maxime Simard
- Alexandra Tremblay

Les Gros #1
- Jean-François Thorn

Le Hockey des Canadiens
- Martin McGuire
- Dany Dubé

## Anciens animateurs
- Pier-Olivier Doucet (P-O Doucet)
- Carl Monette
- Sylvain Bouchard
- John Ferguson
- Jean-François Desaulniers
- Pierre-Yves Renaud
- Mathew McKinnon
- Claude Bergeron (Le Grand B)
- Louis Arcand
- Valérie Saulnier
- Sylvain Carbonneau
- Caroline Duchesne
- Annie-Claude Brisson
- Mélissa Ratthé
- Dianne Simard
- Phil Lemieux
- Stéphane Bergeron
- Michel Thiffault
- Jean-Philippe Tremblay
- Valérie Dionne
- Maude Francoeur
- Jean Tremblay
- Charles Guimont
- Bénédicte Armstrong
- André Tremblay
- Gabriel Bouchard
- Sébastien Morin
- Pierre-Alexandre Fontaine
- Mark Dickey